# إليزابيث من صقلية
إليزابيث من صقلية (1310-1349)؛ كانت دوقة بافاريا القرينة بزواجها من ستيفان الثاني، هي ابنة فريدريكو الثالث ملك صقلية وإليانور من أنجو، ومن بين أشقائها: بييترو الثاني ملك صقلية ومانفريد من أثينا، وكذلك كونستانس ملكة قبرص وأرمينيا ومارغريت كونتيسة بالاتينات-الراين، تنتسب إليزابيث إلى أسرة برشلونة الحاكمة في تاج أراغون ومملكة صقلية.

## الزواج والذرية
تزوجت في 27 يونيو 1328 من ستيفان الثاني دوق بافاريا ابن الإمبراطور لودفيغ الرابع وبياتريكس من سيليزيا-غلوغو؛ أنجبت له ثلاثة أبناء وبت واحدة:-
1. ستيفان الثالث من بافاريا-إنغولشتات (1337 - 26 سبتمبر 1413)؛ هو والد إيزابو ملكة فرنسا قرينة شارل السادس المجنون.
2. فريدرخ من بافاريا-لاندشوت (1339-4 ديسمبر 1393).
3. يوهان الثاني دوق بافاريا-ميونخ (1341–1397).[2]
4. أغنيس (مواليد 1338)؛ تزوجت من جيمس الأول ملك قبرص، ليس لهم ذرية.